# Zorzines tenebricosa
Zorzines tenebricosa är en fjärilsart som beskrevs av Inoue 1982. Zorzines tenebricosa ingår i släktet Zorzines och familjen nattflyn. Inga underarter finns listade i Catalogue of Life.